# Joan Chase
Joan Lucille Chase (26 de noviembre de 1936 – 17 de abril de 2018) fue una novelista estadounidense.

## Biografía
Joan Strausbaugh nació en Wooster, Ohio en 1936, aunque su familia se trasladaba habitualmente debido al trabajo docente de su padre. Joan se graduó en la Universidad de Maryland magna cum laude. De 1980 a 1984, fue director ayudante de la Fundación Ragdale. Chase también dio clases en el Iowa Writers Workshop y en la Universidad de Princeton.
La primera novela de Chase, During the Reign of the Queen of Persia fue publicada en 1983 cuando ella contaba con 47 años. Ganó el Premio PEN/Hemingway a la primera ficción de un escritor estadounidense. EL libro fue republicado en 2014 por New York Review Books con introducción de Meghan O'Rourke.

## Vida personal
En 1959, Strausbaugh se casó con Richard Chase, economista, y tuvieron dos hijos: un niño y una niña. Joan y Richard se divorciaron posteriormente. Se casó con Alexander Solomita en 2009.
Chase falleció el 17 de abril de 2018 en una residencia de ancianos en Needham, Massachusetts, a los 81 años. Padecía tanto la enfermedad de Parkinson como la enfermedad de los cuerpos de Lewy.

## Obras
- During the Reign of the Queen of Persia (1983)
- The Evening Wolves (1990)
- Bonneville Blue (1991)